# Romain-sur-Meuse
Romain-sur-Meuse település Franciaországban, Haute-Marne megyében. Lakosainak száma 88 fő (2022. január 1.). Romain-sur-Meuse Bourg-Sainte-Marie, Chalvraines, Clinchamp, Huilliécourt, Illoud és Ozières községekkel határos.

## Népesség
A település népessége az elmúlt években az alábbi módon változott:
| Lakosok száma | 255  | 201  | 180  | 131  | 125  | 125  | 104  | 91   | 89   | 88   |
|               | 1968 | 1982 | 1990 | 2006 | 2013 | 2015 | 2017 | 2019 | 2020 | 2022 |